# Кожухівка (зупинний пункт)
Кожухі́вка — пасажирський залізничний зупинний пункт Коростенської дирекції Південно-Західної залізниці розташований на одноколійній неелектрифікованій лінії Коростень — Олевськ.
Розташований у селі Кожухівка Коростенського району Житомирської області між станціями Коростень (6 км) та Лугини (5 км).
На зупинному пункті зупиняються приміські поїзди.